# 秋木乡
秋木乡（藏語：ཆུམ་），是中华人民共和国西藏自治区日喀则市南木林县下辖的一个乡镇级行政单位。

## 行政区划
秋木乡下辖以下地区：
奶萨村、别晋村、敏果多村、扭西村、藏东村和敏果普村。